# Arhopala potidaea
Arhopala potidaea är en fjärilsart som beskrevs av Hans Fruhstorfer 1914. Arhopala potidaea ingår i släktet Arhopala och familjen juvelvingar. Inga underarter finns listade i Catalogue of Life.